# Space Age Bachelor Pad Music
Space Age Batchelor Pad Music è il quarto EP del gruppo musicale anglo-francese Stereolab, pubblicato nel 1993.

## Tracce
Testi e musiche di Tim Gane e Lætitia Sadier, eccetto dove indicato.

- Side 1 (Easy Listening)

1. Avant Garde M.O.R. – 4:09
2. Space Age Batchelor Pad Music (Mellow) – 1:44 (Sean O'Hagan)
3. The Groop Play Chord X – 2:01
4. Space Age Batchelor Pad Music (Foamy) – 2:14
5. Ronco Symphony – 3:36

- Side 2 (New Wave)

1. We're Not Adult Orientated – 6:07
2. U.H.F. – MFP – 4:53
3. We're Not Adult Orientated (Neu Wave Live) – 3:34